# كوري بويد
كوري بويد (بالإنجليزية: Cory Boyd)‏ هو لاعب كرة قدم أمريكية ولاعب كرة القدم الكندية أمريكي، ولد في 6 أغسطس 1985 في أورانج ‏ في الولايات المتحدة.

## وصلات خارجية
- كوري بويد على موقع مرجع كرة القدم المحترفة.كوم (الإنجليزية)
- كوري بويد على موقع JustSportsStats.com (الإنجليزية)